# 潟湖
潟湖，舊時也作瀉湖，是一種因為海灣被沙洲、珊瑚礁等封閉形成的近似湖泊的水体。许多潟湖本來是开放海灣，後來在海灣的出海口處由於泥沙沉積，使出海口形成了沙洲，繼而將海灣與海洋分隔，因而成為潟湖。潟湖与海洋之间有长期或间歇性的联通水道。当潟湖与海洋完全隔绝时，潟湖就演变成了沿海湖泊。某些淡水湖泊的前身就是潟湖，如西湖、太湖。

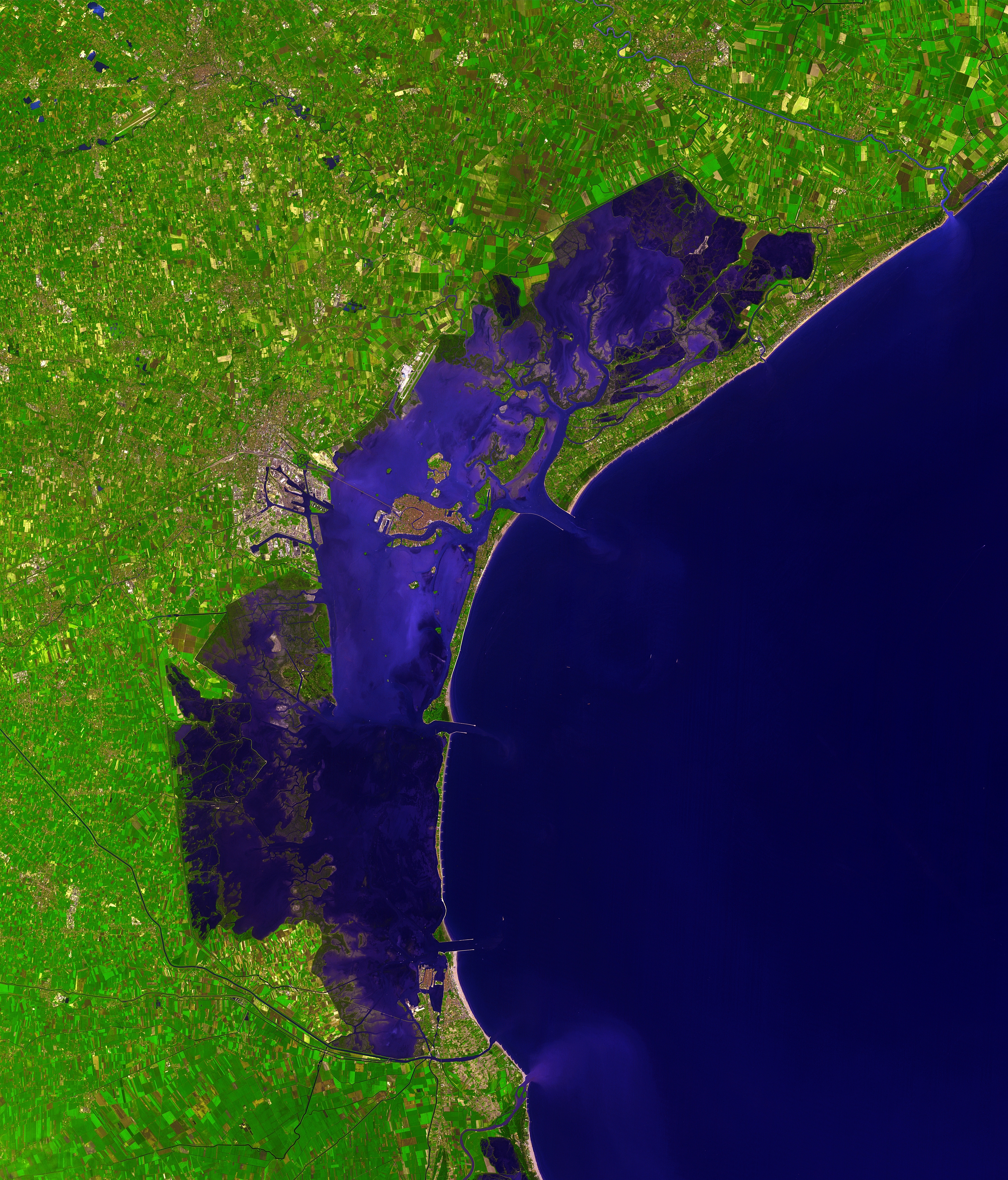
義大利威尼斯潟湖

潟湖也可以指珊瑚环礁所围成的水域，有的漲潮时可与海相通。这种潟湖称为环礁潟湖（英語：atoll lagoon），而前一种典型的潟湖称为海岸潟湖（英語：coastal lagoon）。
潟在汉语中是鹵鹹地之意，如《史記·貨殖列傳130》中载有“地潟”；《汉书》中载有“海濒广潟”，现較常見於日语，如新潟。“潟湖”曾一度被写为“泻湖”（如1983年版《现代汉语词典》1276页），但在1996年版《现代汉语词典》中已重新规范为“潟湖”，在该版本《现代汉语词典》1395页的“泻湖”词条中写道：“泻湖，潟湖的旧称。”但仍有很多人把“潟湖”寫成「泻（瀉）湖」。

## 功能
- 具有防洪的功能：潟湖可宣洩區域排水，因而很少發生水災。
- 保護海岸的功能：由於外有沙洲的阻擋可防止颱風暴潮侵蝕沖刷海岸。
- 是天然的養殖場：潟湖是鱼、虾、貝和螃蟹的孕育場，也是鄰近漁民的天然養殖場。
- 由於潟湖外側往往有沙洲作為防波堤，其內風平浪靜，因此有時可以改建為人工港。

## 形成
潟湖多形成于泥沙质海岸，当海浪与海岸做垂直运动时形成壁障岛这种堆积地貌，此外壁障岛的发育还依赖较弱的潮差这一条件。潟湖原与外海相连，后来被壁障岛或沙嘴等完全隔绝，与外海分离后，若淡水的注入量大于蒸发量，潟湖的盐度便会降低，例如西湖就是从浅海湾变为内湖。

## 环礁中的潟湖

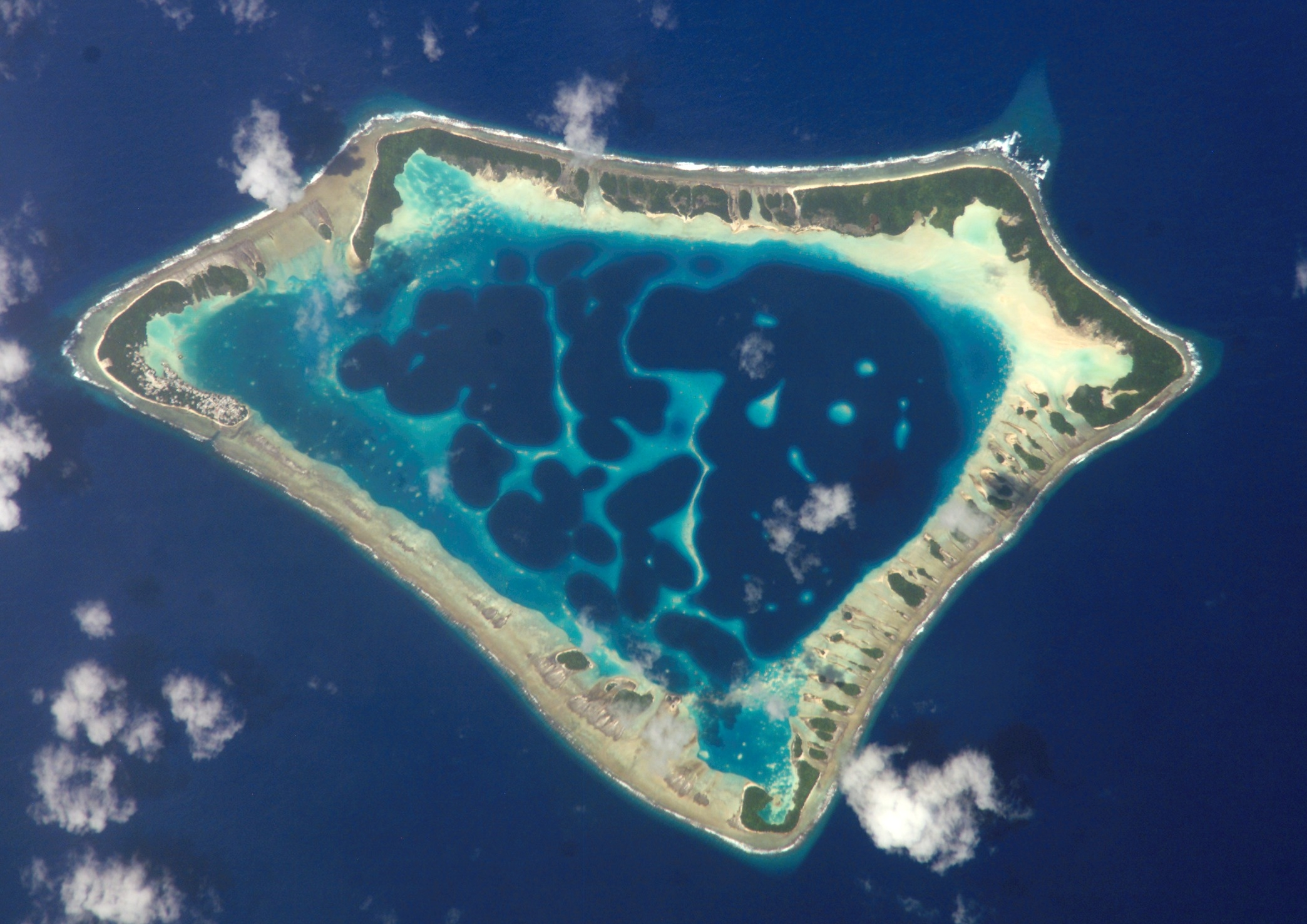
托克劳的阿塔富环礁的卫星图

环礁中潟湖的形成是因为珊瑚礁周围的岛屿下沉时，珊瑚礁通常会向上生长。这就会形成环状珊瑚岸礁，直到最终只有珊瑚礁仍高于或略低于海平面。与岸礁沿岸形成的潟湖不同，环礁潟湖中通常含有一些深水区域，通常在20米或更深

## 分布
全世界约有15%的海岸线有潟湖分布，而在某些地区如美国东部和墨西哥湾沿岸，则有75%的海岸线存在潟湖。

## 著名潟湖

### 亞洲
- 臺灣 七股潟湖
- 臺灣 大鵬灣
- 中國 太湖
- 中國 杭州西湖
- 中國 小興凱湖
- 中國 雅个冬错
- 泰國 宋卡湖
- 印度 吉爾卡湖
- 卡拉博加兹戈尔湾（世界最大的潟湖）

### 歐洲
- 義大利 威尼斯潟湖
- 馬爾他 戈佐內海
- 羅馬尼亞 拉濟湖
- 乌克兰 薩西克潟湖
- 乌克兰 阿利别伊湖
- 乌克兰 布尔纳斯湖
- 乌克兰 沙加尼湖
- 乌克兰 布达基湖
- 乌克兰 錫瓦什湖
- 乌克兰 阿克塔西克湖
- 波蘭  俄羅斯 維斯圖拉潟湖
- 立陶宛  俄羅斯 庫爾斯潟湖

### 非洲
- 塞内加尔 玫瑰湖
- 埃布里耶潟湖
- 諾奎湖
- 奈及利亞 拉各斯潟湖

### 美洲
- 美国 龐恰特雷恩湖
- 墨西哥 特爾米諾斯潟湖
- 尼加拉瓜 尼加拉瓜湖
- 委內瑞拉 馬拉開波湖
- 巴西 帕图斯潟湖
- 巴西  乌拉圭 米林潟湖

### 大洋洲
- 赫利尔湖
- 亚历山德里娜湖
- 菲利普港灣
- 希利爾湖
- 新西兰 埃爾斯米爾湖

## 參看
- 内海
- 陆缘海

## 外部連結
- 七股潟湖 （页面存档备份，存于）